# Alfonso Di Russo
Alfonso Di Russo (ur. 1 października 1991) − włoski bokser, brązowy medalista igrzysk śródziemnomorskich w Mersin.

## Kariera amatorska
W 2013 r. zdobył brązowy medal na igrzyskach śródziemnomorskich w Mersin. W pierwszej walce, w ćwierćfinale pokonał na punkty (3:0) Macedończyka Bojana Ristevskiego. Udział zakończył na półfinale, przegrywając w swoim drugim pojedynku z Algierczykiem Ilyasem Abbadim.